# Methylselenocystein
Methylselenocystein ist eine chemische Verbindung aus der Gruppe der nichtproteinogenen Aminosäuren. Es ist die am Selen-Atom methylierte Form des L-Selenocysteins.

## Vorkommen
Methylselenocystein kommt natürlich in größeren Mengen im Knoblauch und Zwiebeln vor, aber auch in anderen Vertretern der Gattung Allium und in der Gattung Brassica sowie in Hefen. Bis zu 80 % des Gesamtselens in Gemüsen wie Broccoli, Rosenkohl, Kohl, Knoblauch, Zwiebeln, Lauch, und Tragant liegt gebunden in Methylselenocystein vor.
Ebenso wird es in allen Säugern gebildet. In Ratten wird es durch die beta-Lyase zu Methylselenol verstoffwechselt. Der LOAEL liegt beim erwachsenen Menschen bei 300 Mikrogramm pro Tag.

## Nachweis
Methylselenocystein kann durch Hochleistungs-Ionenaustauschchromatographie mit Massenspektrometrie oder per Gaschromatographie mit Atomemissionsspektrometrie getrennt und nachgewiesen werden.

## Verwendung
Methylselenocystein besitzt Anti-Tumor-Wirkung.